# Tabubil
Tabubil è un centro abitato della Papua Nuova Guinea, facente parte del distretto di North Fly, nella provincia Occidentale. Fu fondata per servire una miniera.
La città, trovandosi vicino alla giungla, presenta precipitazioni che sono tra le più alte del mondo.